# Хамерани, Джованни Мартино

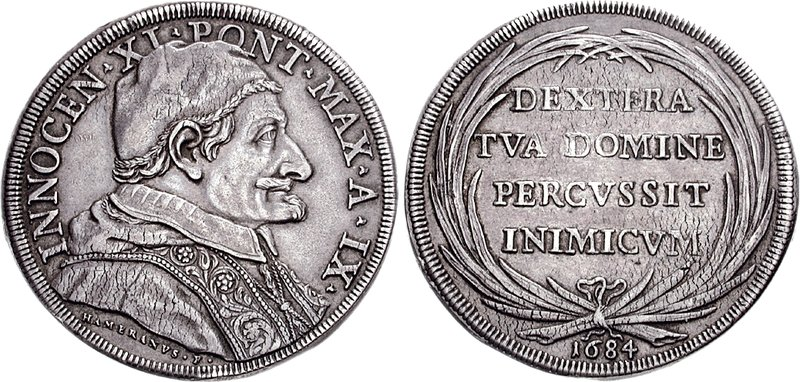
Скудо Иннокентия XI, подпись — «HAMERANVS.F.»

Джованни Мартино Хамерани (итал. Giovanni Martino Hamerani, 10 февраля 1646, Рим — 28 июля 1705, Рим) — итальянский медальер, резчик монетных штемпелей и печатей.
Сын медальера двора Альберто Хамерани. В 1679 году Джованни Мартино назначен медальером папского монетного двора. Создал ряд медалей, посвящённых различным политическим, культурным и религиозным событиям своего времени, а также штемпеля монет пап Климента X, Иннокентия XI, Александра VIII, Иннокентия XII и Климента XI.
Свои работы подписывал: «I.H.», «I.H.F.», «I.HAM», «HAMERANVS», «HAMERANVS.F.» и др.
Все трое его детей (Беатрис, Эрменжильдо и Оттоне) также были медальерами.